# Luciano Amaral
Luciano Amaral Araujo (Pindamonhangaba, 1 de setembro de 1979) é um apresentador, ator, diretor, produtor e roteirista brasileiro.
Ficou conhecido em 1991 como Lucas Silva e Silva do seriado Mundo da Lua, tendo ganhado destaque logo após como Pedro em Castelo Rá Tim Bum, ambos na TV Cultura.
Desde 1997, dedica-se quase que exclusivamente a carreira de apresentador, especialmente em programas sobre jogos, tecnologia e esportes.

## Carreira
Começou a carreira em 1986, aos seis anos de idade, realizando um comercial do medicamento Vick Vaporub, além de comerciais dos mais variados.
Em 1991, protagonizou a série Mundo da Lua como Lucas Silva e Silva, na TV Cultura, até 1992, marcando a época. Em 1994, ainda na TV Cultura, integrou o elenco da série Castelo Rá-Tim-Bum como Pedro.
Durante o ano de 1996, Luciano interpretou o personagem "Rato" na novela Razão de Viver, do SBT. Em 1997, no auge da série Castelo Rá-Tim-Bum, foi criado o espetáculo musical e teatral do Castelo Rá-Tim-Bum, com os atores da série. O espetáculo teve bastante sucesso e depois chegou a ir para cidades de todo o país.
Como apresentador, seu primeiro trabalho foi em Turma da Cultura, programa destinado ao público jovem, o que marcou a volta de Luciano Amaral para a TV Cultura, em 1997, onde fica até o ano de 2000.
Trabalhando como produtor e apresentador, Luciano volta ao SBT em 2001 e vira apresentador fixo do Teleton, e de um programa semanal especial chamado Acesso Total, sobre portadores de deficiências física.
Em 2003, estreou na Rede Bandeirantes, com o programa G4 Brasil. Nele, Luciano Amaral e Luiza Gottschalk dividiam a apresentação, deixando os telespectadores informados das últimas novidades dos videogames. Em 2005, marcou a estreia da Gametv, do grupo Gamecorp, na Mix TV, faixa do horário nobre totalmente dedicada ao público jovem. Luciano assume o comando do GameZone, programa jornalístico sobre cultura pop em geral, cinema, música e videogames, além do talk show Combo - Fala + Joga. Além da TV, nesse mesmo ano escreveu e atuou na peça de teatro Cabine do Destino.
Entre 2006 e 2007, foi apresentador dos programas Combo - Fala + Joga e PlayZone, ambos da antiga Rede 21, atual PlayTV, da Gamecorp. Em 2008 Luciano Amaral trabalhou em uma produtora, em Los Angeles, nos Estados Unidos. No fim de 2008 e começo de 2009 apresentou junto com Bia Borin, o programa Hit Tvê!, na RedeTV!. A atração mostrava videoclipes e jogos interativos.
Em 2009, dirigiu o espetáculo Mamma Mia, da Casa de Artes Operária. Em maio, retornou à PlayTV, para apresentar o programa MOK. Em seguida assume também o programa GO Game e posteriormente o programa Glitch.
Em 2013 Luciano é convidado pela empresa Level Up! Games para dublar um personagem no jogo Elsword.
Entre 2017 e 2019 é contratado pelo Omelete Group para gerir e comandar a operação do site The Enemy, plataforma dedicada a todo o universo de games e tecnologia do grupo.
No mesmo ano de 2017 vira apresentador dos canais ESPN Brasil, tendo apresentado o extinto ESPN Bom Dia, a edição matutina do SportsCenter Brasil, e o também extinto Futebol No Mundo.
Em 2019 vira o primeiro embaixador da Marvel pra América Latina, onde apresenta diversos eventos e cria conteúdo pra marca até o ano de 2022.
Atualmente é apresentador da The Walt Disney Company no Brasil, onde além de produzir conteúdo online para as redes sociais da empresa, apresenta também o programa diário ESPN FC, programa dedicado ao futebol internacional nos canais ESPN.

## Filmografia

### Televisão
| Ano       | Título              | Cargo / Personagem               | Emissora          |
| --------- | ------------------- | -------------------------------- | ----------------- |
| 1991–1992 | Mundo da Lua        | Lucas Silva e Silva              | TV Cultura        |
| 1993      | Lucas e Juquinha    | Lucas Silva e Silva              | TV Cultura        |
| 1994–1997 | Castelo Rá-Tim-Bum  | Pedro                            | TV Cultura        |
| 1995      | Telecurso           | Vários personagens               |                   |
| 1996      | Razão de Viver      | Rato                             | SBT               |
| 1997–2000 | Turma da Cultura    | Apresentador                     | TV Cultura        |
| 2001–2002 | Acesso Total        | Apresentador                     | SBT               |
| 2003–2006 | G4 Brasil           | Apresentador                     | Rede Bandeirantes |
| 2005      | GameZone            | Apresentador                     | PlayTV            |
| 2005–2007 | Combo - Fala + Joga | Apresentador                     | PlayTV            |
| 2007      | PlayZone            | Apresentador                     | PlayTV            |
| 2008      | Hit TVê!            | Apresentador                     | RedeTV!           |
| 2009–2016 | MOK                 | Apresentador, produtor e diretor | PlayTV            |
| 2011–2012 | High#Tag            | Apresentador, produtor e diretor | PlayTV            |
| 2013      | Vida de Estagiário  | Paulinho                         | TV Brasil         |
| 2013–2015 | Go Game             | Apresentador                     | PlayTV            |
| 2017–2018 | Glitch              | Apresentador, produtor e diretor | PlayTV            |
| 2018–2019 | ESPN Bom Dia        | Apresentador                     | ESPN Brasil       |
| 2018–     | ESPN Matchmaking    | Apresentador                     | ESPN Brasil       |
| 2019–2021 | SportsCenter Manhã  | Apresentador                     | ESPN Brasil       |
| 2021–     | ESPN FC             | Apresentador                     | ESPN Brasil       |

### Videogame
| Ano  | Título  | Personagem |
| ---- | ------- | ---------- |
| 2013 | Elsword | Toma (voz) |

## Teatro

### Como ator
| Ano     | Título                                   | Personagem |
| ------- | ---------------------------------------- | ---------- |
| 1993    | A Fuga do Planeta Kiltran                | Tom        |
| 1997–98 | Castelo Rá-Tim-Bum em: Onde Está o Nino? | Pedro      |
| 2005    | Cabine do Destino                        | Arthur     |

### Como diretor
| Ano  | Título            |
| ---- | ----------------- |
| 2005 | Cabine do Destino |
| 2009 | Mamma Mia         |

## Vida pessoal
Em 2017, ficou noivo da jornalista Kalinka Schutel.

Desde 2021, namora a policial civil pernambucana Gabriela Queiroz.